# Evžen Halamásek
Evžen Halamásek (17. ledna 1911 Chvalčova Lhota – 2. června 1942 Lamanšský průliv mezi Boulogne-sur-Mer a Calais) byl český pilot Royal Air Force v období druhé světové války.

## Život

### Před druhou světovou válkou
Evžen Halamásek se narodil 17. ledna 1911 ve Chvalčově Lhotě na Kroměřížsku v rodině učitelů Evžena Halamáska staršího a Marie, rozené Zapletalové. Mládí prožil v Bystřici pod Hostýnem. Rozhodl se stát se armádním letcem, potřebnou kvalifikaci získal na leteckém učilišti v Prostějově. Dosáhl hodnosti četaře délesloužícího.

### Druhá světová válka
Po německé okupaci opustil Evžen Halamásek v červenci 1939 ilegálně Protektorát Čechy a Morava a přes Polsko odešel do Francie, kde vstoupil do cizinecké legie. Po vypuknutí druhé světové války byl ze závazku propuštěn a 2. října 1939 byl prezentován u československé zahraniční jednotky ve Francii vznikající. Po pádu Francie v červnu 1940 se evakuoval do Spojeného království. Zde vstoupil do Royal Air Force a po zaškolení na britskou leteckou techniku byl 26. listopadu zařazen do 32. perutě, ve které sloužil do 16. března 1942. Dne 12. května téhož roku byl přeřazen do nově vzniklé 313. československé stíhací perutě. Dne 2. června 1942 se zúčastnil doprovodu bombardérů nad okupovanou Francii. Nad Lamanšským průlivem byli napadeni německými stíhačkami a po následném boji se stroj Evžena Halamáska Supermarine Spitfire Mk.Vb AR397 RY-D zřítil do moře mezi městy Boulogne-sur-Mer a Calais. Jeho tělo se nikdy nenašlo.

## Posmrtná ocenění
- Evžen Halamášek byl v roce 1991 in memoriam povýšen do hodnosti plukovníka

## Rodina
Otec Evžena Halamáska Evžen Halamásek starší působil jako učitel v Bystřici pod Hostýnem. Po synově odchodu mu od něj přišel dopis ze Slovenska na místní poštu. Za to, že ho nenahlásil, jej zatklo gestapo a dne 26. února 1943 zahynul v koncentračním táboře Auschwitz. Jeho sestra Jiřina Halamásková byla internována v táboře Svatobořice. Propuštěna byly v roce 1944 z důvodu vážné nemoci matky.